# Jacques Offenbach
Jacques Offenbach (egentlig Jakob Eberst, født 20. juni 1819 i Köln, død 5. oktober 1880 i Paris) var en tyskfødt fransk komponist. Han var søn af en kantor ved en synagoge i Köln, men rejste til Paris og blev uddannet som cellist på konservatoriet. Han blev i Paris og fik efterhånden succes som komponist af operetter, bl.a. Orfeus i Underverdenen. Stilmæssigt kan hans musik kaldes fransk wienermusik. Hans betydning for Paris kan sammenlignes med Johann Strauss´ betydning for Wien. Hans hovedværk var operaen Hoffmanns Eventyr, som han ikke nåede at gøre færdig før sin død. Hans mest kendte stykke er Cancan fra Orfeus i underverdenen.
Navnet Offenbach tog han efter sin fars fødeby, Offenbach am Main i Tyskland. Efter 10 år som cellovirtuos vendte Offenbach sig mod det, han virkelig interesserede sig for, nemlig scenemusikken. Han skrev melodier til en lang række sange og skrev næsten 100 operetter. Mange af disse var små enaktere, og de var næsten alle sammen satiriske, som f.eks. Le roi carotte (Kong Gulerod).

## Kendte værker
- Hoffmanns Eventyr (opera)
- Sommerfuglen (ballet)
- Gaité Parisienne (ballet, samlet og bearbejdet af Manuel Rosenthal)
- Operetter:
  - Orfeus i underverdenen (1858)
  - Den skønne Helene
  - Storhertuginden af Gerolstein
  - Pariserliv
  - La Pericole

## Andet
Offenbachs "Barcarolle" fra operaen Hoffmanns Eventyr er i let omskrevet tilstand indsunget af Elvis Presley under titlen Tonight Is So Right For Love. Den blev indspillet i Hollywood den 27. april 1960 og fremført i Elvis-filmen G.I. Blues fra 1960. Filmens soundtrack udsendtes samtidig, ligeledes under navnet G.I. Blues.
Operetten Ba-ta-clan har givet navn til det parisiske spillested Bataclan, hvor 89 personer i november 2015 blev dræbt som en del af et stort terrorangreb i Paris. Tout le balaclan er fransk for "hele bullesjejsen". Offenbach var af jødisk oprindelse, og librettoen til hans operette var skrevet af Ludovic Halévy, søn af en parisisk jøde, som konverterede til kristendommen for at blive gift.

## Eksterne links
- Jacques Offenbach på gravsted.dk

- Wikimedia Commons har flere filer relateret til Jacques Offenbach
- Offenbach Edition Keck